# Вохтога (станция)
Во́хтога — железнодорожная станция Северной железной дороги, стыковая с ведомственной Монзенской железной дорогой. Названа по одноимённому посёлку.

## История
При открытии станция представляла собой небольшой разъезд с 4 путями и 6 домами по обеим сторонам железной дороги. В 1932 году началось строительство Монзенской железной дороги и прилегающей к ней лесопромышленной инфраструктуры. В результате станция Вохтога стала узловой, на ней производилась передача лесогрузов с Монзенской железной дороги на сеть бывшего МПС. После этого грузооборот только рос, в 1960 году к нему прибавилась продукция Солигаличского известкового комбината.

## Сегодня
Административно станция Вохтога разделена на две: Вохтога-1 (сеть РЖД) и Вохтога-2 (сеть «Монзажелтранса»), но физически они представляют собой единое целое.

### Вохтога-1
Станция подчиняется ОАО «РЖД», электрифицирована на переменном токе. На станции останавливаются 2 пары пригородных электропоездов Вологда — Буй, также останавливаются несколько пассажирских поездов дальнего следования.

### Вохтога-2
Станция подчиняется ООО «Монзажелтранс» (бывшее ОАО «Монзалес»), не электрифицирована. На станции находится локомотивное депо Вохтога и здание управления Монзенской железной дороги.

## Дальнее сообщение

### Круглогодичное движение поездов
| № поезда | Маршрут движения        | № поезда | Маршрут движения        |
| -------- | ----------------------- | -------- | ----------------------- |
| 123      | Киров — Санкт-Петербург | 124      | Санкт-Петербург — Киров |

### Сезонное движение поездов
| № поезда | Маршрут движения            | № поезда | Маршрут движения            |
| -------- | --------------------------- | -------- | --------------------------- |
| 191      | Челябинск — Санкт-Петербург | 192      | Санкт-Петербург — Челябинск |